# Tatort: Operation Hiob
Operation Hiob ist ein Fernsehfilm aus der Krimireihe Tatort. Der unter der Regie von Nikolaus Leytner für den ORF produzierte Beitrag wurde am 4. Juli 2010 erstgesendet. Es ist die 767. Folge der Reihe und der 22. Fall des österreichischen Ermittlers Moritz Eisner.
Moritz Eisner ermittelt im Rahmen der „Operation Hiob“ des Wiener Innenministeriums, um einen Drogenring zu zerschlagen.

## Handlung
Moritz Eisner wird spätabends von seinem Vorgesetzten, Ernst Rauter, zu einem Tatort gerufen. Auf dem Betriebsgelände der Firma „Intercomp“ hatten zwei Attentäter, die sich als Müllmänner verkleidet Zutritt zu dem gesicherten Areal verschafft hatten, zwei Sicherheitsbeamte erschossen und den Finanzchef schwer verletzt. Dieser wird kurz darauf von den Killern auf der Fahrt im Rettungswagen zum Krankenhaus getötet.
Schnell stellt sich heraus, dass die Im- und Exportfirma nicht nur Weißware handelt, sondern massiv im Drogengeschäft verstrickt ist. Nachdem einige hundert Kilogramm Heroin im Lager gefunden wurden, ist der Polizei klar, dass hier der Sitz des Drogen-Syndikats und die „Intercomp“ nur eine Scheinfirma ist. Eisner wird von seinem Chef der Geheimoperation des Bundeskriminalamts zugeteilt, die mit der „Operation Hiob“ schon seit Jahren versucht, die Organisation und deren Hintermänner festzusetzen. Der Inspektor soll einen Undercover-Ermittler dabei unterstützen, Dr. Ziu, einen Kosovo-Albaner und Kopf des Drogensyndikats, zu überführen. Als Firmenchef von „Intercomp“ sagt er Eisner alle Mitarbeit zu, damit die Attentäter gefunden werden und gibt ihm mit, dass „es sich für ihn lohnen würde“ die Täter zu finden. Auch von Inspektor Bernhard Weiler, der eigentlich kurz vor der Pensionierung steht und mit dem Eisner persönlich befreundet ist, erhält er Unterstützung. Dieser erinnert sich aufgrund seiner langjährigen Polizeipraxis an einige Vorgänge, die in dem neuen Fall von Bedeutung zu sein scheinen. So führt eine erste Spur zu Timur Krymow, der in der Wiener Rotlichtszene aktiv ist und allem Anschein nach auch ins Drogengeschäft drängt.
Da bei der städtischen Müllabfuhr kein Fahrzeug fehlt und nur ein kurzer Zeitraum zwischen dem Anschlag auf dem Firmengelände und der Tötung des Finanzchefs im Rettungswagen vergangen ist, kann Bernhard Weiler den Standort des Müllwagens eingrenzen. Eisner fährt das in Frage kommende Gebiet mit Weiler ab. Sie finden das Fahrzeug auf dem Abstellplatz einer Firma, die mit Sonderfahrzeugen handelt. Um darin die Spuren zu sichern, bringen sie das gesamte Fahrzeug in die KTU und wieder ist es Weiler, der dort mit seinem Gespür die Beweismittel mit der DNA der Attentäter im Fahrzeug findet. Es handelt sich bei den Attentätern um zwei Mitarbeiter von Timur Krymow, deren DNA schon vorher durch fingierte Alkoholkontrollen an den Mundstücken der Messgeräte gesichert wurde. Daraufhin werden beide unter Einsatz des SEK verhaftet. Obwohl sie sehr wahrscheinlich im Auftrag Timur Krymows gehandelt haben, ist diesem jedoch nichts nachzuweisen. Er wird allerdings kurze Zeit später erschossen aufgefunden. Alles deutet darauf hin, dass dies die Revanche des Drogensyndikats für Krymows Attentat war.
Im Zuge der „Operation Hiob“ wird die Kommunikation von Dr. Ziu abgehört und Eisner muss feststellen, dass sowohl sein Name wie auch der seiner Tochter dabei auftauchen. Auch Dr. Ziu merkt, dass Eisner ihm gefährlich werden und kann und gibt die Order nach „Schwachpunkten“ bei Eisner zu suchen. Eisner kontaktiert darauf ständig seine Tochter Claudia und fragt nach ihrem Wohlbefinden, kann ihr jedoch aus Geheimhaltungsgründen nicht den Grund dafür nennen. Seine Tochter lernt derweil einen jungen Mann im Lesesaal der Universität kennen. Sie kommen sich schnell näher und verbringen den Abend miteinander. Er bemerkt das sichtliche Genervtsein von Claudia über die ständigen Anrufe von Eisner und wirft kurzerhand ihr Handy in die Donau mit dem Versprechen, ihr ein neues zu kaufen. Da Eisner nun seine Tochter nicht mehr erreichen kann und zudem auch eine Telefonortung ergebnislos verläuft, steht er nun Höllenängste um seine Tochter aus. Zudem kommen bei Eisner Zweifel an der Loyalität seines Chefs zu ihm auf. Allem Anschein nach hat er ihn als Lockvogel benutzt, um Dr. Ziu von den eigentlichen Ermittlungen abzulenken.
Dem Einsatzteam von „Operation Hiob“ gelingt es, dem nächsten größeren Drogendeal von Dr. Ziu auf die Spur zu kommen, und alles wird vorbereitet, um den Kopf des Drogensyndikats dabei zu überführen. Mit Unterstützung der slowakischen Polizei wird im Donauhafen von Bratislava alles vorbereitet, um die geplante Rauschgiftlieferung sicherzustellen. Der Undercover-Ermittler soll einen Lastwagen mit Drogen zurück nach Wien fahren. Es stellt sich jedoch heraus, dass dies eine Finte von Dr. Ziu war. Er hatte den Plan der Polizei durchschaut und sie in die Irre geleitet. Da nun Lebensgefahr für den Undercover-Ermittler besteht, lässt sich Eisner mit einem Boot zu dem Schuppen mit dem Lastwagen fahren. Derweil schießt ein Auftragskiller auf den Undercover-Ermittler und trifft ihn in die Brust. Eisner kann den Auftragskiller im letzten Moment erschießen, bevor er den bewusstlosen Undercover-Ermittler mit einem Kopfschuss umbringen konnte. Als Eisner erste Hilfe bei dem Undercover-Ermittler leisten will, kommt dieser wieder zu sich und es stellt sich heraus, dass er eine kugelsichere Weste unter der Kleidung getragen hat. Die vermeintlichen Drogenpäckchen auf dem Lastwagen sind mit Erdnüssen gefüllt, sodass Dr. Ziu nichts nachzuweisen ist. Somit bleibt ein Ermittlungserfolg der „Operation Hiob“ aus, das Attentat war offensichtlich ein beginnender Drogenkrieg, den Dr. Ziu vorerst gewonnen hat.
Nach zwei Tagen spurlosem Verschwinden taucht Eisners Tochter wohlbehalten wieder bei ihm auf. Sie war die ganze Zeit bei ihrem neuen Freund. Er umarmt sie aus Freude und zerschmettert in einer Ersatzhandlung ihr neues Handy an der Wand. Gleichzeitig verspricht er ihr, dass sie ein neues bekommt.

## Hintergrund
Der Film wurde vom 12. Oktober 2009 bis 9. November 2009 in Wien und Bratislava gedreht.

## Rezeption

### Einschaltquoten
Die Erstausstrahlung von Operation Hiob am 4. Juli 2010 wurde in Deutschland von 5,94 Millionen Zuschauern gesehen und erreichte einen Marktanteil von 20,7 Prozent für Das Erste.

### Kritiken
Beate Strobel bei Focus online sieht den Tatort als einen „lange[n] Abschied vom Lokalverbrechen: Ein Wiener ‚Tatort‘ ohne Schmäh, dafür mit mehr Wirklichkeit als nötig gewesen wäre. […] Ein echter Kriminalfall soll Pate gestanden haben für die ‚Operation Hiob‘, in die Kommissar Eisner hineingezogen wird. Ambitioniert, aber trotzdem keine gute Idee. Die besten Kriminalfilme wirken zwar oft realistisch – doch die Realität ist umgekehrt nur selten ein guter Krimi. Viel herumgesessen wird in diesem ‚Tatort‘, man wartet, lauscht […][und der Fall wird nicht ganz gelöst].“
Die Kritiker der Fernsehzeitschrift TV Spielfilm fanden, „das Tempo [dieses bösen Strategiespies] ist auf anhaltende Spannung justiert. Die speist sich aus unerwarteten Entdeckungen, nagenden Ungewissheiten und bedrohlicher Stimmung.“ Folgerichtig lautete das Fazit: „Böses Spiel mit subtiler Spannung.“
Tilmann P. Gangloff lobt den Tatort bei Kino.de und schreibt: „Geschickt variiert Autor Max Gruber immer wieder seine Erzählweise: Mal orientiert er sich am Gangsterfilm, dann bringt er die Handlung fast zum Stillstand und wechselt in eine individuelle Perspektive. Diese Sprünge verdeutlichen sehr schön den Kontrast zwischen alter und neuer Welt: hier die skrupellosen Gangster, die von der Polizei mit Hilfe modernster Überwachungsmethoden bekämpft werden, dort die altmodische Ermittlungsarbeit, die aber zu überraschendem Erfolg führt.“ Der Kritiker lobt auch die Arbeit des Regisseurs und meint: Er „inszeniert diesen ‚Tatort‘ mitunter beinahe kunstvoll. Gerade die langen Einstellungen, in denen die Bewegungen der Kamera den Schnitt ersetzen, sind großes Handwerk.“

„Der Film zeigt eine brutale Spielart des modernen Verbrechens, lässt sich aber nicht zu Action oder Gewaltexzessen hinreißen und bei aller Sorge um die Tochter lässt sich auch der Ermittler nicht völlig aus der Ruhe bringen. […] 'Operation Hiob' besticht vor allem durch seine absurden Situationen, die zu wunderbaren Metaphern werden. […] Polizeiarbeit – das ist Sisyphosarbeit. Ein Erfolg gegen das organisierte Verbrechen ist kein Happy End. Diese milde Stimmung von Vergeblichkeit der eigenen Arbeit liegt über dem 22. Krassnitzer-'Tatort', der in seiner eher altmodischen Inszenierung zugleich sehr atmosphärisch und realistisch wirkt.“